# I Can See Myself In You

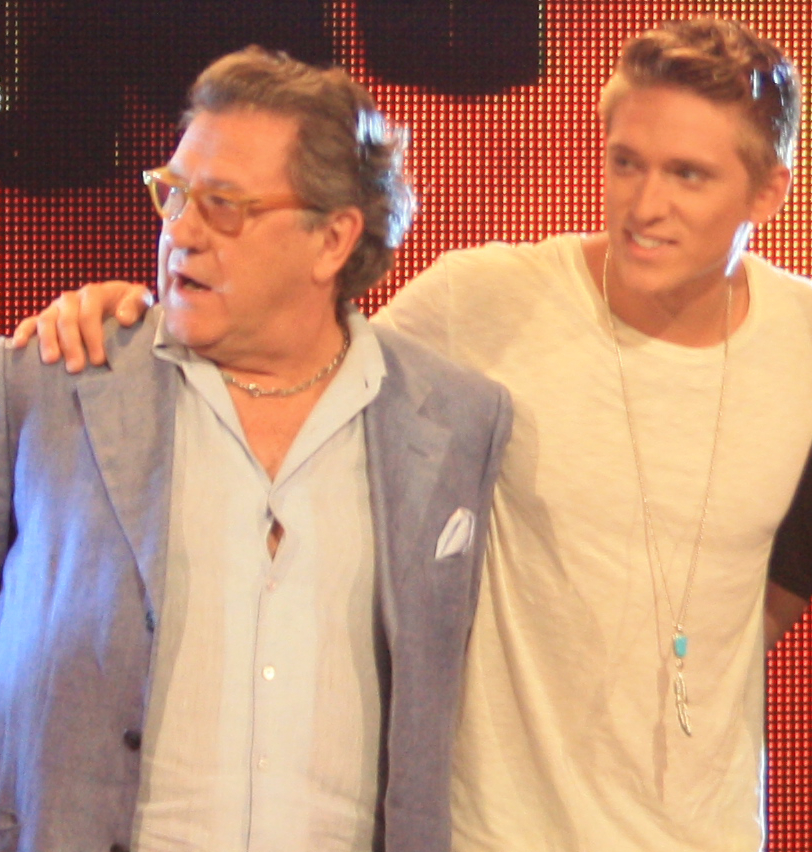
Körberg och Saucedo tillsammans i TV-programmet True Talent.

I Can See Myself In You är en sång med Tommy Körberg och Danny Saucedo. Singeln släpptes digitalt av Universal Music AB den 15 oktober 2012. Musiken till låten är skriven av Tobias Gustavsson och David Clewett och texten av Björn Ulvaeus. Producerad och arrangerad av Håkan Glänte och Tobias Gustavsson. Mixad av Henrik Edenhed. Idén till samarbetet mellan Körberg och Saucedo kom från Saucedos sida efter duons gemensamma medverkan i TV-programmet True Talent. Saucedo presenterade Tobias och Davids melodi för Körberg som lät Björn Ulvaeus skriva text utefter förutsättningarna "en yngre och äldre man som möts i musikaliskt sammanhang". Saucedo har beskrivit låten som "ett bombastisk filmtema i Sagan om ringen-anda". Låten framfördes av duon på invigningen av Friends Arena den 27 oktober 2012 tillsammans med Norrköpings symfoniorkester i ett arrangemang av Karl-Johan Ankarblom.